# Вифлеєм (фільм)
Вифлеєм (івр. בית לחם Beyt Lehem) — ізраїльський драматичний фільм 2013 року режисера Юваля Адлера.
Фільм був показаний у розділі «Дні Венеції» Венеціанського кінофестивалю 2013 року, де отримав головний приз, демонструвався також на кінофестивалі в Тельюрайді і на Міжнародному кінофестивалі в Торонто в 2013 році. Фільм був обраний Ізраїлем як заявка на «Найкращий фільм іноземною мовою» на 86-й премії «Оскар» після отримання шести премій «Офір», включаючи премії «Найкращий сценарій», «Найкращий режисер» та «Найкращий фільм», але не був номінований .

## Сюжет
У центрі фільму — історія відносин між агентом ізраїльської секретної служби Разі та його молодим палестинським інформатором Санфуром на тлі терактів смертників в Ізраїлі. Санфур розривається між дружбою з Разі та відданістю своїй родині і, зокрема, своєму братові Ібрагіму, який належить до «Бригад мучеників Аль-Акси», хоча його фінансує ХАМАС. Багато хто з головних героїв цього трилера фактично веде подвійну гру на тлі складних міжпалестинських та ізраїльсько-палестинських політичних альянсів.
Спійманий «на місці злочину», Санфур усвідомлює, що тепер для рідних і друзів він — зрадник, який заслуговує на смерть від власного народу. Санфур намагається звернутися за порятунком до Разі, але той наполягає, щоб Санфур продовжив свою роботу інформатором.
Фільм закінчується тим, що Санфур вбиває Разі, щоб довести відданість своєму народу, а також помститися за смерть свого брата, застреленого ізраїльською армією після організованого нею теракту-смертника, внаслідок якого на території Ізраїлю загинуло кілька людей.

## Актори
- Цахі Халеві — Разі
- Шаді Мараї[he] — Санфур
- Хітам Омарі — Бадаві.
- Міхаль Штамлер[he] — Ейнат
- Тарік Копті — Абу Ібрагім.
- Джордж Іскандар — Нассер
- Хішам Салліман — Ібрагім

## Виробництво
Сценарій написали Юваль Адлер та Алі Вакед протягом 2007—2010 рр. На сценарій вплинуло дослідження арабо-ізраїльського конфлікту зі взяттям інтерв'ю як у ізраїльських оперативників Шин Бет, так і у палестинських бойовиків з «Бригад мучеників Аль-Акси» і ХАМАС, а також реальні події того періоду . На момент написання сценарію Алі Вакед був кореспондентом з палестинської проблемі у Ynet. У 2010 році сценарій був включений в ринок спільного виробництва Берлінале, що допомогло залучити до виробництва бельгійських продюсерів Entre Chien et Loup та німецьких продюсерів . У січні 2011 року Ізраїльський кінофонд та Єрусалимський кінофонд підтримали проект. Англійський торговий агент WestEnd купив фільм.
Процес кастингу зайняв майже рік . Три головні актори у фільмі — Шаді Марі, який зіграв Санфура, Цахі Халеві, який зіграв Разі, і Хітам Омарі, який зіграв Бадаві, не були професійними акторами і ніколи раніше не знімалися в кіно. Омарі, палестинця з Кафр-Акаб, знайшли випадково. Халеві знайшли всього за кілька тижнів до початку зйомок; він був співаком-початківцем з першого сезону ізраїльського шоу-конкурсу вокалістів The Voice Israel, де він потрапив у фінальну четвірку. Марі, якій на момент зйомок не було і 17 років, обрали серед сотень підлітків. Багато статистів та епізодичні персонажів (як ізраїльтяни, так і палестинці) відтворювали сцени зі свого життя.